# Vifärna
Vifärna är en by i Ekerö kommun, Stockholms län belägen på norra Färingsö i Hilleshögs socken. Från 2015 avgränsar SCB två småorter här, efter att området tidigare har utgjort en enda småort.